# Chiesa di San Marone
La chiesa di San Marone è una chiesa di Roma, nel rione Ludovisi, in via Aurora. Essa è dedicata al santo eremita siriano del V secolo, fondatore della Chiesa maronita, ed è officiata dai Maroniti del Libano con rito antiocheno in lingua araba. È stata costruita nel 1890 su progetto di Andrea Busiri Vici con l'annesso monastero dei Maroniti, che dal 1936 è stato trasformato in albergo. È la chiesa nazionale del Libano.